# Radeč (Kacanovy)
Radeč je samota a zaniklá vesnice v Chráněné krajinné oblasti Český ráj, která se nachází na území obce Kacanovy v okrese Semily v Libereckém kraji.

## Historie
Radeč je poprvé připomínána roku 1514 jako neobsazený dvůr. J. V. Šimák udává, že majitelem byl jistý Beneš. Později na tomto místě vzniká vesnice o 17 staveních. Obživu vsi obstarával les a malá pole. Poté, co hruboskalské panství roku 1821 zakoupili Aehrentalové, začali za účelem vybudování obory skupovat pozemky. V sedmdesátých letech 19. století vesnice zcela zanikla, stejně jako blízké vsi Nouzov a Bukovina. Jediný dochovaný dům, hájovna z roku 1846, zůstal trvale obydlen až do roku 1972.
V současnosti se na místě vsi nachází pouze kaple se zvonicí a hájovna.

## Počet obyvatel
| Rok            | 1857 | 1880 | 1890 |
| -------------- | ---- | ---- | ---- |
| Počet obyvatel | 90   | 18   | 8    |
| Počet domů     | 11   | 3    | 1    |